# Strabotes abdominalis
Strabotes abdominalis är en stekelart som först beskrevs av Cresson 1865.  Strabotes abdominalis ingår i släktet Strabotes och familjen brokparasitsteklar. Utöver nominatformen finns också underarten S. a. obscurus.